# Pompa getter
La pompa getter è un particolare tipo di pompa molecolare; il suo principio di funzionamento si basa sull'utilizzo di gas chimicamente attivi (vapore d'acqua, anidride carbonica, ossigeno, azoto) che possono essere pompati a velocità molto elevata su una superficie di materiale getter. Tali gas sono così trattenuti tramite adsorbimento chimico, che comporta la formazione di composti chimici, a tensione di vapore molto bassa. I materiali di tipo getter non riescono a trattenere i gas rari, quindi questo tipo di pompe devono lavorare in combinazione con pompe che possono eliminare tali gas; ad esempio pompe di tipo criogenico o turbomolecolare.